# Ivan Stević
Ivan Stević (nascido em 12 de março de 1980) é um ciclista profissional sérvio. Ele competiu em três edições dos Jogos Olímpicos: Atenas 2004, Pequim 2008 e Londres 2012.